# Ruta Estatal de California 241
La Ruta Estatal de California 241, abreviada SR 241 (en inglés: California State Route 241) es una carretera estatal estadounidense ubicada en el estado de California. La carretera inicia en el Sur desde la Oso Parkway en Rancho Santa Margarita en sentido Norte hasta finalizar en la I 680     en Anaheim. La carretera tiene una longitud de 39,5 km (24.534 mi).

## Mantenimiento
Al igual que las autopistas interestatales, y las rutas federales y el resto de carreteras estatales, la Ruta Estatal de California 241 es administrada y mantenida por el Departamento de Transporte de California por sus siglas en inglés Caltrans.

## Cruces
La Ruta Estatal de California 241 es atravesada principalmente por los siguientes cruces:

 SR 133  SR 261   en Irvine y Orange